# Montgomery Creek
Montgomery Creek é uma Região censo-designada localizada no estado americano da Califórnia, no Condado de Shasta.

## Demografia
Segundo o censo americano de 2000, a sua população era de 163 habitantes.

## Geografia
De acordo com o United States Census Bureau tem uma área de 8,3 km², dos quais 8,3 km² cobertos por terra e 0,0 km² cobertos por água. Montgomery Creek localiza-se a aproximadamente 947 m acima do nível do mar.

## Localidades na vizinhança
O diagrama seguinte representa as localidades num raio de 40 km ao redor de Montgomery Creek.